# Ratne
Ratne (ukrajinsky Ратне, rusky Ратно – Ratno) je městys (ukrajinsky selyšče) ve Volyňské oblasti na Ukrajině. K roku 2017 mělo zhruba deset tisíc obyvatel.

## Poloha
Přes Ratne protéká z jihozápadu na severovýchod řeka Pripjať, levý přítok Dněpru, do které se severovýchodně obce vlévá Vyživka, jež Ratne obtéká z jihovýchodu. Od nejbližším ukrajinským městem k Ratne je Luck, který leží zhruba 130 kilometrů jižně.

## Dějiny
První písemné zmínky o Ratne jsou z přelomu 12. a 13. století, kdy bylo součástí Haličsko-volyňského království. V roce 1340 je dobylo Litevské velkoknížectví, pak patřilo od roku 1349 Polsku a od roku 1366 opět Litvě.
V roce 1440 udělil polský král Vladislav III. Varnenčik městská práva.
Při třetím dělení Polska připadlo Ratne do Volyňské gubernie ruského impéria. V meziválečném období bylo Ratne v letech 1921 až 1939 součástí Volyňského vojvodství druhé Polské republiky. Po sovětské invazi do Polska se stalo součástí Ukrajinské sovětské socialistické republiky. V letech 1941–1944 bylo v rámci Východní fronty v držení nacistického Německa a pak opět součástí USSR. Po rozpadu Sovětského svazu se stalo v roce 1991 součástí samostatné Ukrajiny.